# Goundi
Goundi  è un comune del Ciad situato nel dipartimento di Goundi, provincia di Mandoul.
È capoluogo del dipartimento.